# Dardan Berisha
Dardan Berisha (Peć, 15 novembre 1988) è un cestista kosovaro con cittadinanza polacca.

## Nazionale

### Polonia
Dal 2010 al 2015 ha vestito la casacca della Polonia, disputando l'Eurobasket 2011 in cui fu uno dei migliori giocatori della squadra.

### Kosovo
Dal 2015 la FIBA gli ha consentito di vestire la casacca della nascente nazionale del Kosovo, con la quale ha disputato le Qualificazioni al Campionato europeo 2017, senza raggiungerne la fase finale.
Nel 2020 viene nominato "Atleta dell'anno" da parte del Comitato Olimpico del Kosovo

## Palmarès
- Campionato ceco: 1

ČEZ Nymburk: 2017-18
- Coppa della Repubblica Ceca: 1

ČEZ Nymburk: 2018
- Lega Balcanica: 3

Pristina: 2014-15, 2015-16, 2023-24
- Liga Unike: 1

Peja: 2021-22

### Individuale
- MVP Liga Unike: 1

Peja: 2021-22

## Palmarès
- Atleta dell'anno del Comitato Olimpico del Kosovo: (2020)